# 戈里斯
戈里斯是亚美尼亚南部休尼克州的一个城镇，距首都埃里温254公里，距休尼克州州府卡潘67公里，是休尼克州人口第二多的城市。2011年的人口從2001年的23,261人下降至20,591人。然而，根據2016年的官方估計，戈里斯的人口為20,300人。该地也是亚美尼亚使徒教会休尼克教区主教座堂所在地。1921年为亚美尼亚山地共和国首都。